# هوهنکیرشن (تورینگن)
هوهنکیرشن (به آلمانی: Hohenkirchen) یک شهر در آلمان است که در گوتا واقع شده‌است. هوهنکیرشن ۷۴۲ نفر جمعیت دارد.